# Operazione Solstizio
L'operazione Solstizio (tedesco: Unternehmen Sonnenwende) è stata la penultima offensiva lanciata dall'Esercito tedesco sul fronte orientale (l'ultima è stata l'operazione Frühlingserwachen). L'obiettivo di questa operazione era quello di alleggerire la pressione esercitata sulle linee difensive tedesche dall'offensiva sovietica dei primi mesi del 1945.
La battaglia, nota anche come la battaglia di carri di Stargard, fu combattuta tra il 15 e il 18 febbraio 1945 e si risolse con una vittoria delle truppe sovietiche.

## Premessa
Il 12 gennaio 1945 era iniziato l'attacco sovietico alle linee difensive tedesche sul fronte della Vistola: obiettivo di quell'offensiva era respingere i tedeschi fuori da quello che entro qualche mese sarebbe diventato territorio polacco, al di là della linea Oder-Neisse.
Le truppe sovietiche disponevano di una schiacciante superiorità di mezzi, ma anche di una grande esperienza di combattimento, maturata in tanti anni di scontri sul fronte orientale. Il loro attacco sfondò le linee del Gruppo d'armate Centro, realizzando progressi straordinari in un tempo assai breve: già alla fine di gennaio le avanguardie del 1º Fronte Bielorusso (1FB) al comando del Maresciallo Georgy Zhukov e del 1º Fronte Ucraino (1FU) al comando del Maresciallo Ivan Konev avevano liberato Varsavia e si erano spinte a occidente per oltre 600 chilometri, fino a toccare le rive meridionali dell'Oder. Il 2º Fronte Bielorusso (2FB) al comando del Maresciallo Rokossovskij aveva invece attaccato verso nord, spingendo i tedeschi verso il mar Baltico.
La forza d'impatto dell'offensiva sovietica si inserì come un profondo cuneo nel centro del dispositivo di difesa tedesco; sul fianco sinistro del fronte, invece, rimase ancora in mano tedesca un sottile corridoio che legava Könisberg al resto del Reich, passando per la Pomerania e la Prussia orientale: questo lembo di terra fu denominato il balcone baltico.

## La pianificazione dell'offensiva
La situazione venutasi a creare dopo l'attacco sovietico era realmente critica per i tedeschi e imponeva loro in qualche modo di agire; in particolare il balcone baltico rappresentava un invitante obiettivo per le forze sovietiche e una posizione troppo ostica da difendere per la II Armata tedesca. Da qui nacque la convinzione dell'Alto comando dell'Esercito tedesco (OKH) che fosse necessario provare una manovra di alleggerimento attaccando a sud dalla Pomerania contro il fianco destro del 1FB di Zhukov.
Il colonnello generale Heinz Guderian, capo di stato maggiore dell'Esercito, progettò nella prima settimana di febbraio di riprendere l'offensiva, allo scopo di mettere in difficoltà i sovietici e riconquistare parte della Prussia orientale. Il piano originale messo a punto da Guderian prevedeva un'ampia manovra a tenaglia che i reparti del Gruppo d'armate Vistola avrebbero dovuto effettuare attaccando da nord nella zona di Stargard in Pomerania e da sud presso la testa di ponte di Glogau in Slesia oltre le rive dell'Oder: ciò avrebbe permesso di tagliare fuori le punte avanzate del 1FB e di alleggerire la pressione sulle linee tedesche.
Affinché quest'operazione avesse successo, il piano di Guderian prevedeva alcune precondizioni:
- il Gruppo d'armate Curlandia, forte di circa 200 000 uomini ma accerchiato in una sacca in Curlandia, avrebbe dovuto essere evacuato via mare e trasferito nel balcone baltico per partecipare all'attacco;
- la VI Armata corazzata SS di Josef Dietrich avrebbe dovuto rinunciare alla controffensiva in Ungheria programmata da Hitler in persona per dedicarsi all'operazione Solstizio;
- altre divisioni avrebbero dovuto essere rimosse dal fronte italiano e dalla Norvegia per dare il loro contributo.

Hitler condivise la decisione di Guderian di lanciare una nuova offensiva, ma non convenne su nessuna delle precondizioni suggerite dal Capo di Stato Maggiore, opponendosi con decisione sia all'evacuazione della sacca in Curlandia, sia a sospendere l'offensiva in Ungheria. Nonostante le vibranti proteste e un'accesa discussione, non ci fu modo di convincere il Führer a cambiare idea. Si decise pertanto di optare per un'azione più limitata rispetto a quella immaginata inizialmente.
L'operazione Solstizio fu così limitata a un contrattacco della XI Armata corazzata SS (al comando del generale Felix Steiner) contro le avanguardie del 1FB in Pomerania. Le forze tedesche avrebbero dovuto attaccare inizialmente un tratto di fronte lungo di non più di quindici chilometri presso Stargard; una volta effettuato lo sfondamento, gli attaccanti sarebbero dovuti convergere verso Küstrin, dove avrebbero chiuso in una piccola sacca parte delle truppe sovietiche.
L'effetto sorpresa e la rapidità delle operazioni avrebbero costituito l'elemento decisivo per la realizzazione di quest'offensiva; tuttavia l'intelligence sovietica aveva avvertito Georgy Zhukov del pericolo di un nuovo attacco tedesco contro le sue avanguardie, preparando così i sovietici all'attacco tedesco.

## Wenck al comando dell'operazione
Le forze impegnate nell'area dello scontro appartenevano tutte al Gruppo d'armate Vistola, il cui comando era stato assegnato dal Führer, contro il parere di Guderian, al Reichsführer delle SS Heinrich Himmler.
Al momento di fare partire l'operazione Solstizio, poteva sembrare scontato che a guidare le operazioni fosse lo stesso Himmler, in qualità di Comandante del Gruppo d'armate Vistola. Guderian, invece, spinse affinché il Comando fosse affidato a Walther Wenck, suo vice all'OKH e abile generale, sostenendo che «il Reichsfuhrer delle SS non ha né l'esperienza necessaria, né uno stato maggiore abbastanza competente per dirigere da solo l'attacco'». Anche in questo caso sorsero forti contrasti tra Hitler, che invece spingeva per  Himmler e Guderian; dopo un'accesa discussione, il comando dell'operazione fu comunque affidato al generale Wenck.

## La battaglia
L'inizio delle ostilità era previsto per il 15 febbraio 1945. In quella data non tutte le unità tedesche però erano ancora effettivamente pronte all'attacco: ben 1 200 carri armati erano stati assegnati al Gruppo d'armate Vistola, ma non tutti erano ancora disponibili per l'attacco. Mancavano infatti i treni per trasportarli al fronte: perfino una divisione corazzata a corto di effettivi aveva bisogno di 50 treni per trasportare uomini e mezzi, ma in quel momento la situazione della logistica in Germania era difficilissima. Ancora più grave poi era la scarsità di munizioni e di carburante, che sarebbero bastati solo per un attacco di tre giorni.
Al dispetto delle difficoltà, l'attacco iniziò lo stesso secondo i piani stabiliti. Inizialmente l'offensiva ottenne qualche limitato successo locale: le unità della LXI Armata sovietica furono sorprese e sconfitte dall'attacco della 11ª SS-Freiwilligen-Panzergrenadierdivision "Nordland" nei pressi di Arnswalde. Il 16 febbraio i continui attacchi dell'XI Armata corazzata SS riuscirono ad allargare la falla attraverso le linee sovietiche, mettendo in qualche difficoltà le unità della LXI Armata sovietica grazie all'efficace azione delle forze corazzate di ultima generazione. La resistenza dell'Armata rossa, comunque, fu molto accanita ed efficace, riuscendo così ad evitare il crollo delle proprie posizioni e a rallentare significativamente l'avanzata tedesca. Quando poi il disgelo trasformò il campo di battaglia in un enorme pantano, le difficoltà per gli attaccanti aumentarono notevolmente.
Il 17 febbraio il generale Wenck fu ferito in un incidente d'auto e sostituito dal generale Hans Krebs. Già in quel giorno, però, la spinta offensiva tedesca si era esaurita; Zhukov aveva infatti lanciato all'attacco per una controffensiva la III Armata d'urto sovietica, i cui attacchi avevano definitivamente arrestato gli esigui progressi tedeschi.
L'operazione Solstizio fu arrestata il 18 febbraio. Il fattore tempo, decisivo per le sorti dell'attacco, aveva iniziato a giocare a svantaggio dei tedeschi ormai privi di riserve e rifornimenti adeguati per affrontare un prolungato sforzo offensivo. Le difese sovietiche, oltretutto, avevano retto egregiamente all'impatto ed erano pronte a respingere i tedeschi anche oltre le posizioni di partenza. Già il 19 febbraio, infatti, Zhukov programmò una nuova controffensiva mirante alla conquista di Stettino e al definitivo isolamento del balcone baltico.

## Conclusioni
A dispetto dei successi iniziali, l'operazione Solstizio fu, in termini tattici, un completo fallimento. Le forze tedesche non riuscirono a isolare i sovietici nell'area di Küstrin e sprecarono una gran quantità di uomini. Ciononostante, quest'attacco consentì ai tedeschi di ottenere un po' di respiro: convinse infatti il Cremlino e lo stesso Zhukov che una rapida puntata verso Berlino era fuori discussione.